# إيغور بروستران
إيغور بروستران هو لاعب كرة قدم كرواتي في مركز الوسط، ولد في 29 مارس 1979 في زادار في كرواتيا. لعب مع Toronto Lynx ‏.